# Економика благостања
Економика благостања је грана теоријске економије која се бави вредновањем економских принципа у оквиру њихових посљедица на стање благостања у друштву. Постављање њених оквира и њено дефинисање као гране економске теорије је обављено у 20. вијеку.
Рани теоретичари су схватали благостање као једноставан збир задовољења бенефиција свих појединаца који припадају једном економском систему. Каснији теоретичари су имали више скептичан приступ могућности мјерења чак и задовољења потреба једног јединог појединца, тврдећи да је немогуће прецизно упоредити стање благостања два или више појединаца. Једноставније речено, новији теоретичари сматрају да претпоставку по којој ће се увећањем прихода у једном економском систему, више задовољити потребе сиромашног него богатог човјека, није могуће прецизно објаснити нити дефинисати.